# Мариупольский троллейбус

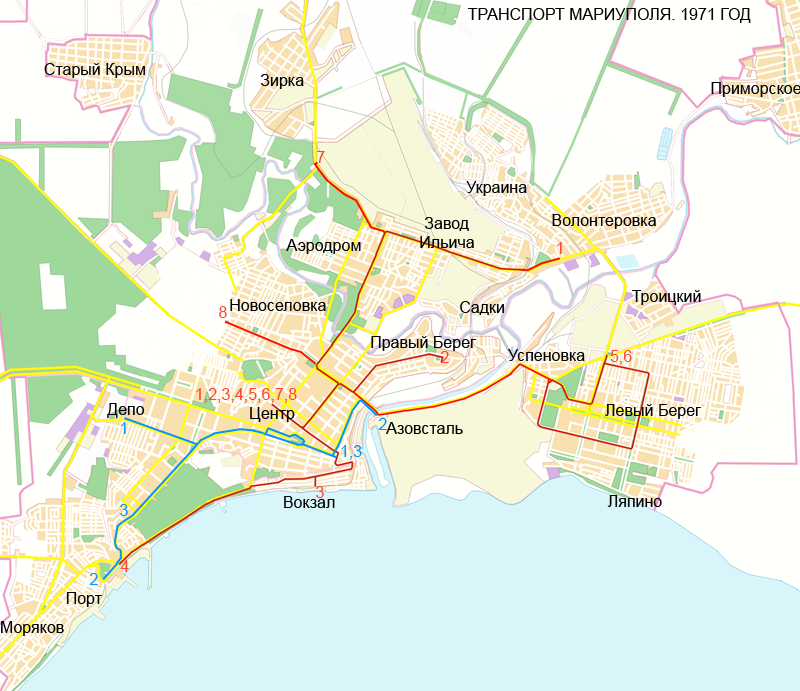
Маршруты трамвая и троллейбуса (синим) в 1971 году

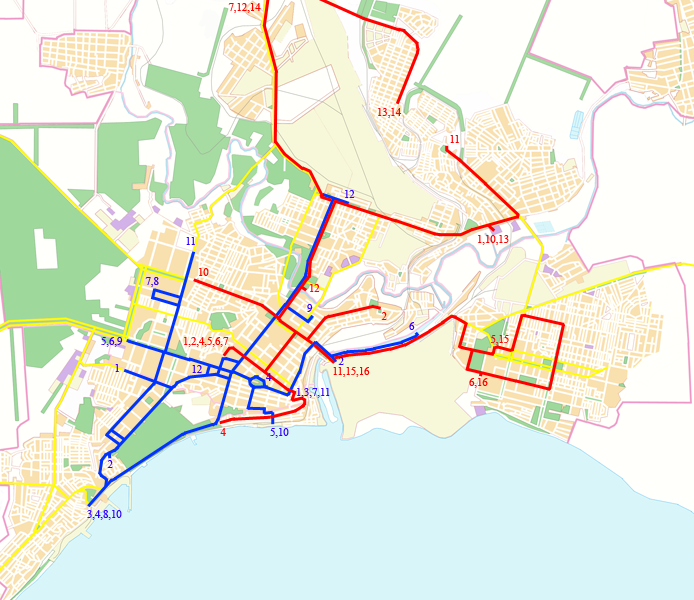
Маршруты трамвая и троллейбуса в 1978 году

Мариупольский троллейбус (укр. Маріупольський тролейбус) — троллейбусная система в городе Мариуполе Донецкой области Украины. Движение было открыто 21 апреля 1970 года.
В 2021 году имелось 13 маршрутов, 105,76 км сети и 89 машин. В марте-апреле 2022 года система была почти полностью разрушена в результате боевых действий.
По состоянию на 1 ноября 2023 года действует 4 маршрута, эксплуатируются 15 троллейбусов с увеличенным автономным ходом.

## История

### Запуск троллейбусного движения
21 апреля 1970 года в честь 100-летия со дня рождения Владимира Ленина в Мариуполе было открыто троллейбусное движение, которое впервые на востоке Украины обслуживалось троллейбусами «Škoda» чехословацкого производства, марки Škoda 9Tr по маршруту № 1 «площадь Освобождения — ул. Громовой (депо)».
18 июня 1970 года началось регулярное движение троллейбусов по маршруту № 2 «ул. Бассейнная (сейчас — ул. Морских десантников) — площадь Театральная».
18 августа 1970 года продлены троллейбусные линии от Театральной площади до Швейной фабрики (площадь Освобождения), от улицы Бассейной до Азовского морского пароходства (АМП), а также по проспекту Металлургов от проспекта Ленина до Приморского бульвара. После этого в городе стало 4 троллейбусных маршрута:
| Маршруты на 1 сентября 1970 года | Маршруты на 1 сентября 1970 года |
| №                                | Маршрут следования               |
| -------------------------------- | -------------------------------- |
| 1                                | Швейфабрика — ул. Громовой       |
| 2                                | Швейфабрика — ул. Бассейнная     |
| 3                                | Швейфабрика — АМП                |
| 4                                | Драмтеатр — просп. Металлургов   |

17 марта 1971 года вместо трамваев в порт по Приморскому бульвару стали ходить троллейбусы маршрута № 4 «Драмтеатр — АМП».
26 марта 1971 года введены новые линии от Швейфабрики до завода «Азовсталь» (продлён маршрут № 2) и от проспекта Металлургов до ул. Куприна (а также ветка от проспекта Ленина до ул. Бахчиванджи — к депо), пущены новые маршруты № 5 «ул. Куприна — Швейная фабрика» и № 6 "ул. Куприна — «Азовсталь».
6 ноября 1972 года введена новая линия от проспекта Ленина по проспекту Строителей, ул. 50 лет СССР и ул. Матросова до микрорайонов № 17, 18, пущен маршрут № 7 «Швейная фабрика — 17-й — 18-й ЖМР».
22 декабря 1972 года введена новая линия по проспекту Строителей от проспекта Ленина до ул. Черноморской и проспекта Нахимова, пущен маршрут № 8 «АМП — 17-й — 18-й ЖМР».
После запуска троллейбусного движения в столице Приазовья заработало восемь троллейбусных маршрутов. Пуск троллейбуса на Левый берег курировал лично директор металлургического комбината «Азовсталь» Владимир Лепорский. Однако пустили его только после того, как улицу Торговую расширили на полтора метра (до 1970 года она была уже, чем сейчас). Далее ежегодно появлялись новые маршруты или продлевались уже имеющиеся. Финансовое участие Министерства коммунального хозяйства было минимальным. В основном все делалось собственными силами Мариупольского трамвайно-троллейбусного управления (МТТУ), участием городских предприятий и горисполкома.
| Маршруты на 1 января 1973 года | Маршруты на 1 января 1973 года        |
| №                              | Маршрут следования                    |
| ------------------------------ | ------------------------------------- |
| 1                              | Швейфабрика — ул. Громовой            |
| 2                              | «Азовсталь» — ул. Морских Десантников |
| 3                              | Швейфабрика — АМП                     |
| 4                              | Драмтеатр — АМП                       |
| 5                              | ул. Куприна — Швейная фабрика         |
| 6                              | ул. Куприна — «Азовсталь»             |
| 7                              | Швейфабрика — 17-й — 18-й ЖМР         |
| 8                              | АМП — 17-й — 18-й ЖМР                 |

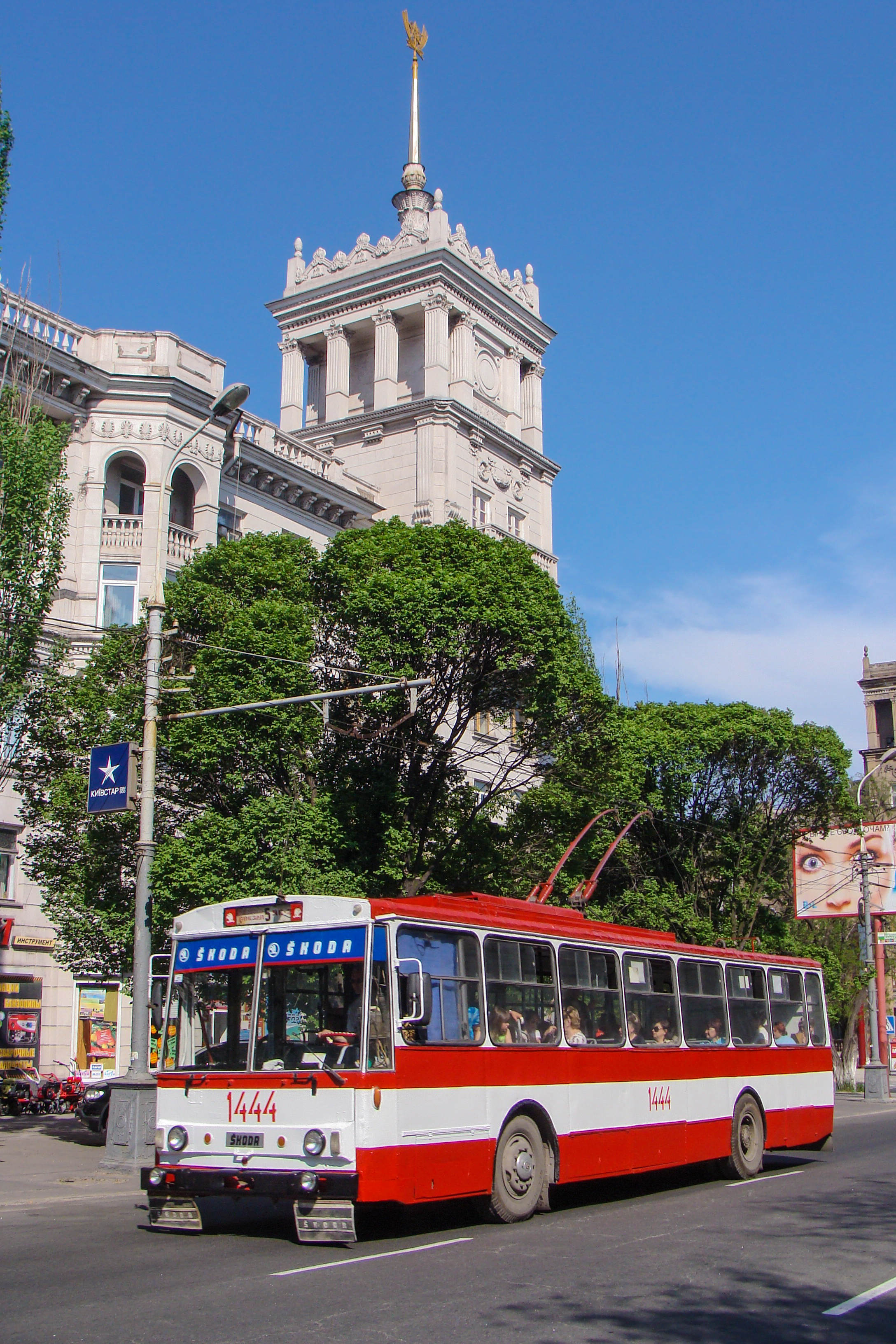
Троллейбус Škoda 14Tr № 1444 на фоне дома со шпилем в центре Мариуполя

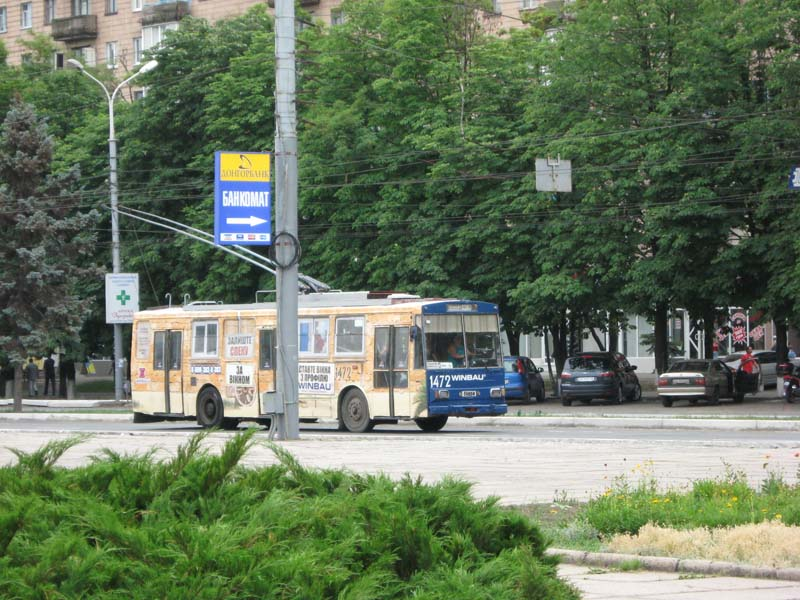
Троллейбус Škoda 14Tr № 1472 в районе магазина «1000 мелочей» маршруте № 5

В конце 1973 года в депо насчитывалось около двухсот машин. Троллейбусы ходили с интервалом 1-4 минуты. На маршруте от Драмтеатра до Азовского морского пароходства на линии было по 18 машин. Даже поздно ночью троллейбусы не ходили пустыми. Тогда было больше культурно-бытовых поездок, люди чаще посещали кино, театры. Сеанс в кинотеатре «Победа» начинался в девять, шёл два часа, потом народ разъезжался.
Первое время троллейбусы ездили как сейчас — с кондукторами. Проезд стоил четыре копейки, позже вырос до пяти копеек. Потом сложно стало набрать кондукторов: на заводах зарплата была побольше. Кондуктор уже считался «умирающей профессией», вследствие чего были установлены компостеры.
24 апреля 1974 года введена новая линия по проспекту Металлургов от проспекта Ленина до ул. Октябрьской и далее до автовокзала, пущен маршрут № 9 «ул. Куприна — Автовокзал».
17 апреля 1975 года введена новая линия от драмтеатра до вокзала, к вокзалу пущен маршрут № 5 «ул. Куприна (Автостанция № 2) — Вокзал», а уже 20 мая 1975 года туда пошёл новый маршрут № 10 «АМП — Ж/Д вокзал».
4 декабря 1975 года введена новая линия по проспекту Строителей от ул. 50 лет СССР до ул. Урицкого, пущен маршрут № 11 «Швейфабрика (площадь Освобождения) — 21-й ЖМР».
15 декабря 1976 года троллейбус появился в Ильичевском районе по новой линии от ул. Октябрьской по проспекту Металлургов и проспекту Ильича до 3-х проходных завода имени Ильича (а также отрезки по ул. Варганова и ул. Казанцева), пущен маршрут № 12 «просп. Ленина (пер. Нахимова) — просп. Ильича», а 8 сентября 1978 года линия продлена до Ильичёвского рынка: «просп. Ленина — Ильичёвский рынок».
В 1977 году введена новая линия «Азовсталь — Стан 3600 (Коксохимзавод)», продлён маршрут № 6 «Автостанция № 2 — Стан 3600».
22 апреля 1979 года введено в эксплуатацию кольцо у дворца культуры «Искра», пущен короткий дублёр маршрута № 12 маршрут № 13 «просп. Ленина — площадь Конституции».
| Маршруты на 1 января 1980 года | Маршруты на 1 января 1980 года         |
| №                              | Маршрут следования                     |
| ------------------------------ | -------------------------------------- |
| 1                              | площадь Освобождения — ул. Громовой    |
| 2                              | «Азовсталь» — ул. Морских Десантников  |
| 3                              | площадь Освобождения — АМП (ТФД)       |
| 4                              | Драмтеатр — АМП (ТФД)                  |
| 5                              | Автостанция № 2 — Ж/Д вокзал           |
| 6                              | Автостанция № 2 — Стан 3600            |
| 7                              | площадь Освобождения — 17-й — 18-й ЖМР |
| 8                              | АМП (ТФД) — 17-й — 18-й ЖМР            |
| 9                              | Автостанция № 2 — Ж/Д вокзал           |
| 10                             | АМП (ТФД) — Ж/Д вокзал                 |
| 11                             | площадь Освобождения — 21-й ЖМР        |
| 12                             | просп. Ленина — Ильичёвский рынок      |
| 13                             | просп. Ленина — площадь Конституции    |

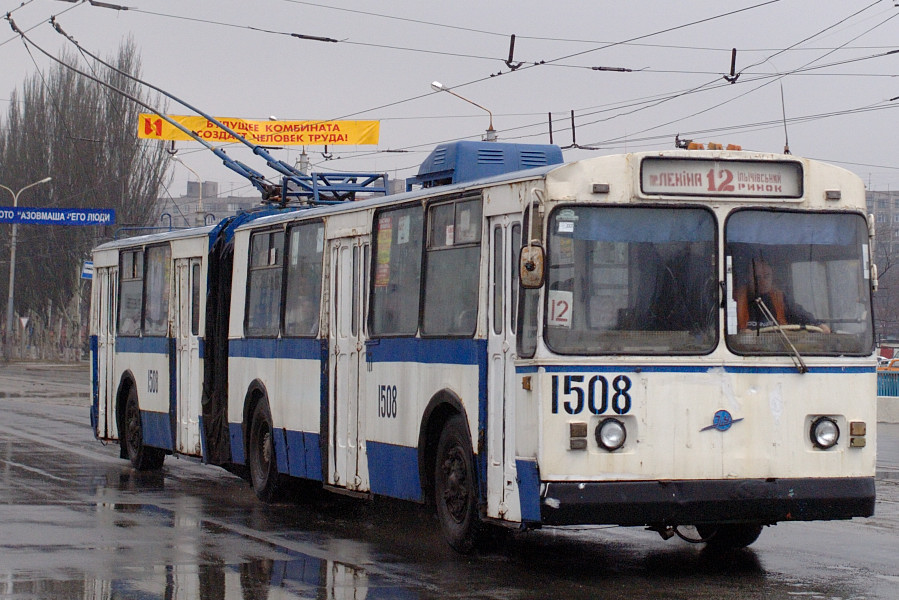
Троллейбус ЗиУ-683 (№ 1508)

1 января 1981 года пущен короткий дублёр маршрута № 11 маршрут № 14 «Драмтеатр — 24-й ЖМР».
23 февраля 1981 года появились троллейбусы в Левобережном районе на новой линии от стана 3600 (коксохимзавод) до заводоуправления (ул. Лепорского), пущен новый маршрут № 15 «площадь Освобождения — ул. Лепорского».
1 апреля 1981 года продлён и маршрут № 6 «Автостанция № 2 — ул. Лепорского».
29 апреля 1982 года левобережная линия продлена от ул. Лепорского по проспекту Победы до кинотеатра «Союз», маршрут № 15 продлён: "площадь Освобождения — Кинотеатр «Союз». Тогда же создано кольцо маршрута № 15 у площади Освобождения.
19 августа 1986 года для разгрузки основной магистрали — проспекта Ленина введена новая односторонняя линия по пер. Республики от проспекта Металлургов до площади Театральной (по ней пошли маршруты № 1, 2, 3, 10).
1 ноября 1987 года маршруты № 2 и № 3 обменялись конечными: маршрут № 2 «Азовсталь — АМП», № 3 «площадь Освобождения — ул. Морских Десантников» (после этого потребность в маршруте № 3 постоянно снижалась, в связи с чем в 1990-х годах практически не встречался на улицах города).
7 октября 1988 года введена новая линия по улице Урицкого от проспекта Строителей до ул. 60 лет СССР, продлён маршрут № 11: «площадь Освобождения — ул. 60 лет СССР».
23 сентября 1989 года введена новая линия от ул. Громовой по улицам Бахчиванджи и Краснофлотской до СТО «ВАЗ», продлён маршрут № 1: «площадь Освобождения — СТО ВАЗ».
В 1989 году маршрут № 6 продлён: "Автостанция № 2 — кинотеатр «Союз», а маршрут № 14 — закрыт.
В перспективе тогда планировалось продлить троллейбусный путь от ЖМР-21 по улице Тополиной далее по Донецкому шоссе от 8-х азовмашевских ворот до остановки «Каменская». Тогда же проектировалась и тяговая подстанция, оборотное кольцо с диспетчерским пунктом в посёлке Украина. Однако не всё получалось: остро не хватало подвижного состава, тяговых подстанций: так, многочисленные просьбы трудящихся по продлению троллейбусного маршрута № 12 от переулка Нахимова до АС-2 не увенчались успехом (не было дополнительных подстанций на этом участке, исчерпалась пропускная способность оборотного кольца, не хватало машин).

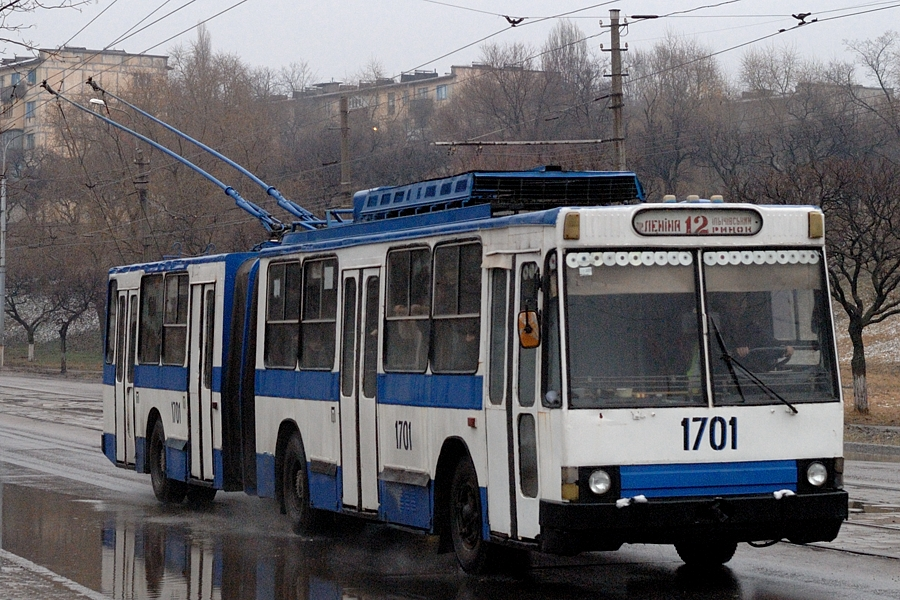
Троллейбус ЮМЗ-Т1 (№ 1701)

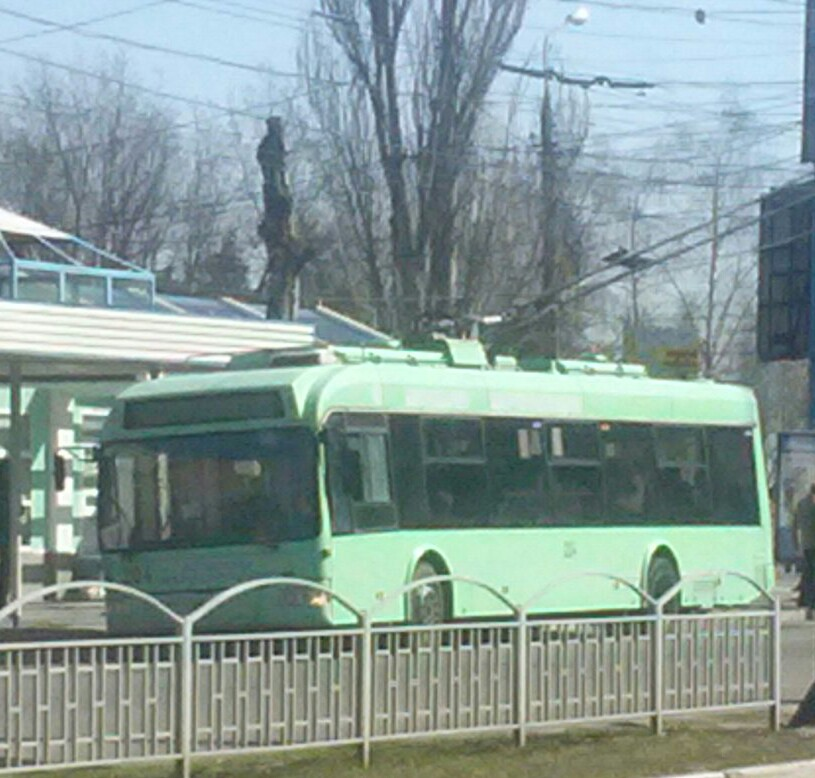
Троллейбус БКМ-321 (№ 204)

| Маршруты на 1 января 1990 года | Маршруты на 1 января 1990 года                 |
| №                              | Маршрут следования                             |
| ------------------------------ | ---------------------------------------------- |
| 1                              | площадь Освобождения — СТО «ВАЗ»               |
| 2                              | «Азовсталь» — АМП (ТФД)                        |
| 3                              | площадь Освобождения — ул. Морских Десантников |
| 4                              | Драмтеатр — АМП (ТФД)                          |
| 5                              | Автостанция № 2 — Ж/Д вокзал                   |
| 6                              | Автостанция № 2 — Кинотеатр «Союз»             |
| 7                              | площадь Освобождения — 17-й — 18-й ЖМР         |
| 8                              | АМП (ТФД) — 17-й — 18-й ЖМР                    |
| 9                              | Автостанция № 2 — Ж/Д вокзал                   |
| 10                             | АМП (ТФД) — Ж/Д вокзал                         |
| 11                             | площадь Освобождения — ул. 60 лет СССР         |
| 12                             | просп. Ленина — Ильичёвский рынок              |
| 13                             | просп. Ленина — площадь Конституции            |
| 15                             | площадь Освобождения — кинотеатр «Союз»        |

### Троллейбусное движение после 1990-х
В 1990-х годов городской электротранспорт переживал нелёгкие времена. Подвижной состав в результате физического износа ежегодно уменьшался. Так, к примеру, в 1996 году подлежали списанию 52 трамвая из имеющихся 157, 10 троллейбусов из 132, 81 автобус из имеющихся 384. Тем не менее транспортная система в городе всё же развивалась.
В 1994 году на троллейбусных маршрутах произошли изменения. Маршруты № 3, 7 и 14 были отменены, а № 12 и 15 — продлены.
В 1994—1996 годах приобретено 20 автобусов, 10 троллейбусов.
В 1992 году маршрут № 6 укорочен до «Азовстали»: "Автостанция № 2 — «Азовсталь».
28 декабря 1992 года введена новая линия по проспекту Победы от кинотеатра «Союз» до 279-го квартала, продлён маршрут № 15 «площадь Освобождения — 279-й квартал».
В 1994 году произошли изменения. Маршруты № 3 и 14 были отменены.
18 февраля 1995 года введена новая линия от 279-го квартала до жилого массива «Восточный» (ул. Таганрогская), продлён маршрут № 15: «площадь Освобождения — ул. Таганрогская».
1 октября 1997 года изменено движение сразу трёх маршрутов: № 12 продлён от переулка Нахимова до автостанции № 2, а маршруты № 7 и 15 объединены (маршрут № 7 упразднён):
- 12 Автостанция № 2 — Ильичёвский рынок
- 15 17-й — 18-й ЖМР — ул. Таганрогская

Таким образом маршрут № 15 стал самым длинным троллейбусным маршрутом Мариуполя. 24 июля 1998 года маршрут № 13 продлён от площади Конституции до Ильичёвского рынка, а с 1 ноября 1998 года от просп. Ленина до ул. Морских Десантников: «ул. Морских Десантников — Ильичёвский рынок».
В 2001 году мариупольским торговым портом МТТУ было подарен 1 троллейбус ЮМЗ-Т2. Поэтому этот троллейбус был закреплён за маршрутом № 8, связывающим порт с центральной частью города. Он так и работает на этом маршруте по сей день.
Естественно, что один троллейбус за 6 лет положение дел не меняет. Состояние подвижного состава троллейбусного депо и интенсивность хождения троллейбусов продолжают ухудшаться.
Начиная с 2005 года, покупки троллейбусов возобновились, однако не в том объёме, в котором были раньше. Троллейбусы ЗиУ, которые начали закупаться с 1992 года, намеренно «убиваются» руководством города, хотя они младше чешских троллейбусов «Škoda 14Tr». В 1990-х годах в Мариуполе было 12 троллейбусов-«гармошек». Сейчас их на улицах города не стало.
В середине сентября 2001 года введена новая односторонняя линия по ул. Варганова от Театральной площади до проспекта Металлургов, которая позволила вместе с уже существующими отрезками полностью дублировать трассу по проспекту Ленина от драмтеатра до проспекта Металлургов для закрытия движения по ней в праздничные и выходные дни.
20 марта 2002 года введена новая линия по ул. Краснофлотской от СТО «ВАЗ» до посёлка Кировка в сторону мариупольских Черёмушек, продлён маршрут № 1: «площадь Освобождения — Кировка». В том же году временно введён маршрут № 1А «Автовокзал — Кировка» (упразднён).
В 2004 году временно введён короткий маршрут № 15А «ул. Лепорского — ул. Таганрогская».
20 октября 2012 года поступили 4 новых троллейбуса модели БКМ-321.
С 1 февраля 2013 года в городском электротранспорте повышен проезд с 1 гривны до 1 гривны 25 копеек.
1 июля 2013 года временно отменён маршрут № 9 «АС-2 — Автовокзал». Проезд в горэлектротранспорте повышен с 1,25 грн. до 1,50 грн.
В столице Приазовья ощущается нехватка подвижного состава и очень остро стоит вопрос интервалов. Основная часть троллейбусов загнана на 12 маршрут. И он является прибыльным. Но ещё есть и 15 маршрут — самый длинный в городе. Он тоже мог бы быть прибыльным, но на нём всего 2-3 машины.
В 2012—2013 годах в СМИ муссировался вопрос о продлении троллейбусной линии от АС-2 до бульвара Шевченко, что являлось хорошей тенденцией связать спальный район с автостанцией «Южная». Медленными темпами линию начали строить.
22 ноября 2013 года в троллейбусное депо № 4 были доставлены 2 новых троллейбуса модели Дніпро-Т103, собранные заводом ЮМЗ, а 27 ноября 2013 года состоялась их презентация на Театральной площади.
7 октября 2014 года вновь введён маршрут № 14, который вскоре был отменён.
| Маршруты на 1 января 2015 года | Маршруты на 1 января 2015 года               |
| №                              | Маршрут следования                           |
| ------------------------------ | -------------------------------------------- |
| 1                              | площадь Освобождения — пос. Кировка          |
| 2                              | ТФД — комбинат «Азовсталь»                   |
| 4                              | ТФД — Драмтеатр                              |
| 4-А                            | ТФД — Драмтеатр (по кругу; по выходным дням) |
| 5                              | АС-2 — Ж/Д вокзал                            |
| 6                              | АС-2 — комбинат «Азовсталь»                  |
| 8                              | ТФД — 17-18 ЖМР                              |
| 9                              | АС-2 — Автовокзал                            |
| 10                             | ТФД — Ж/Д вокзал                             |
| 11                             | площадь Освобождения — ул. 60 лет СССР       |
| 12                             | АС-2 — Ильичевский рынок                     |
| 13                             | ул. Морских Десантников — Ильичевский рынок  |
| 15                             | 17-й микрорайон — ул. Таганрогская           |

### Троллейбусное движение после 2016 года
С приходом нового руководства появилась новая задача — убрать весь аварийный подвижной состав с дорог Мариуполя, более менее сохранившийся подвижной состав отремонтировать. Постепенно списывались троллейбусы марок ЮМЗ Т2 (более старого года выпуска), Škoda 14Tr, к сентябрю 2016 года все троллейбусы данной модели уже перестали обслуживать пассажиров. За ними были списаны троллейбусы ЗиУ-9. Старый подвижной состав заменялся троллейбусами MAN SL 172 HO и Дніпро-Т103. Проводились капитальные ремонты подвижного состава.
С 1 мая 2016 года, в троллейбусах и трамваях подорожал проезд до 2 гривен. Также возобновлена работа маршрута № 9.
22 августа 2016 года вышли на линию 4 новых троллейбуса модели Дніпро-Т103, купленные за счёт финансовой поддержки Европейского Союза.
24 августа 2016 года маршрут № 13 продлён до ТФД.
Вследствие непростой социально-экономической обстановки и жёсткой конкуренции со стороны частных автоперевозчиков, парк троллейбусов сократился. Несмотря на это, троллейбус по-прежнему остаётся одним из самых популярных и востребованных видов общественного транспорта в городе — он дёшев (стоимость проезда всего 2 гривны) и обладает гораздо большей вместимостью по сравнению с маршрутными такси.
В ноябре 2016 года в троллейбусное депо № 4 начали доставлять троллейбусы модели MAN SL 172 HO. К февралю 2017 года, в городе работало уже 13 троллейбусов данной модели. Данными троллейбусами заменили списанные Škoda 14Tr и ЗиУ-9.
| Маршруты на 15 февраля 2017 года | Маршруты на 15 февраля 2017 года                                                        |
| №                                | Маршрут следования                                                                      |
| -------------------------------- | --------------------------------------------------------------------------------------- |
| 1                                | площадь Освобождения — пос. Кировка                                                     |
| 2                                | ТФД — комбинат «Азовсталь»                                                              |
| 4                                | ТФД — Драмтеатр                                                                         |
| 4А                               | ТФД — Драмтеатр (в летний период, кольцевой)                                            |
| 5                                | АС-2 — Ж/Д вокзал                                                                       |
| 8                                | ТФД — 17-18 ЖМР                                                                         |
| 10                               | ТФД — Ж/Д вокзал                                                                        |
| 11                               | 17-18 микрорайон — Ж/Д вокзал                                                           |
| 12                               | АС-2 — Ильичевский рынок                                                                |
| 13                               | ТФД — Ильичевский рынок                                                                 |
| 15                               | Западный микрорайон (ул. Михаила Грушевского) — Восточный микрорайон (ул. Таганрогская) |

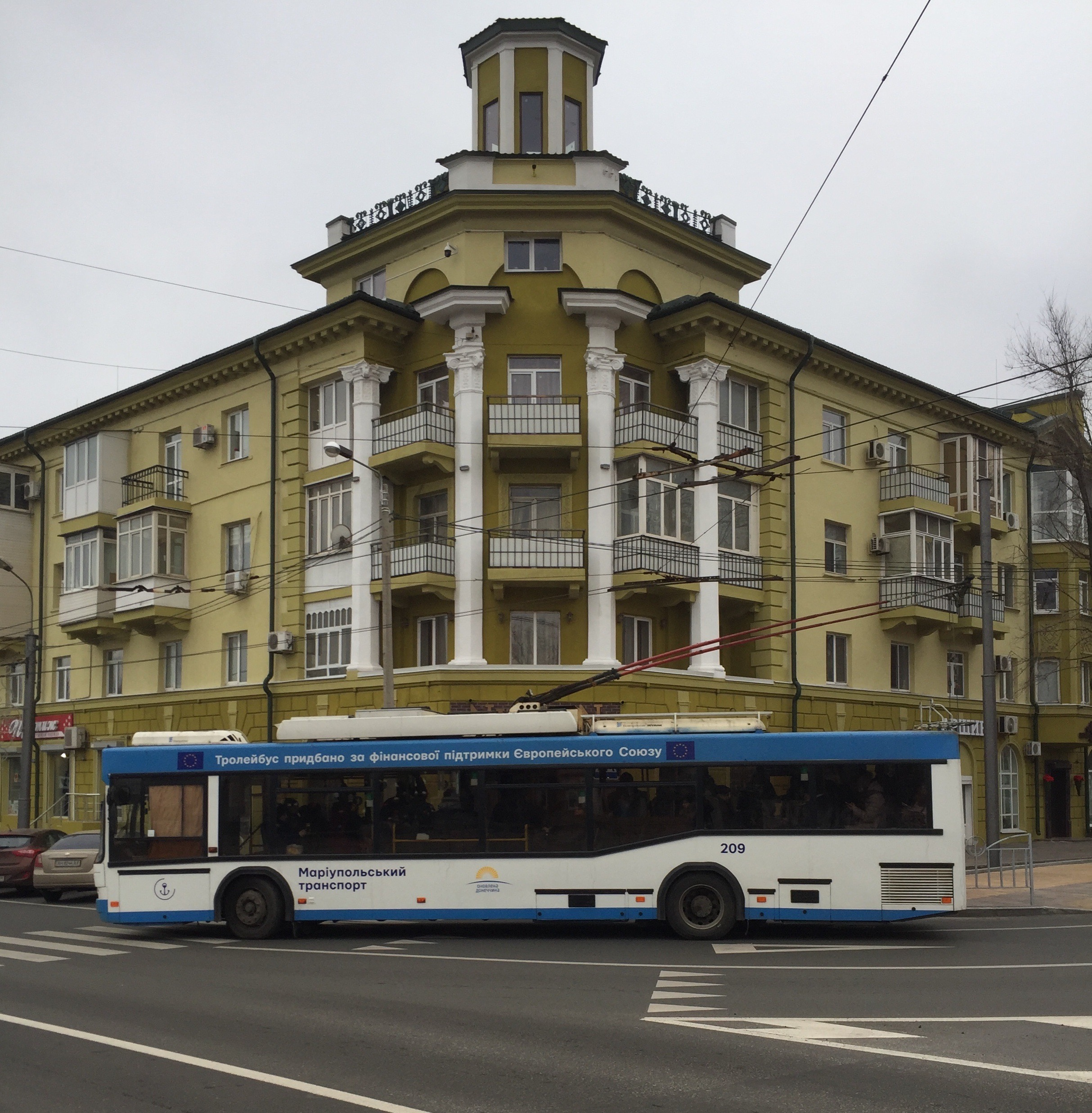
Троллейбус в «брендовом окрасе»

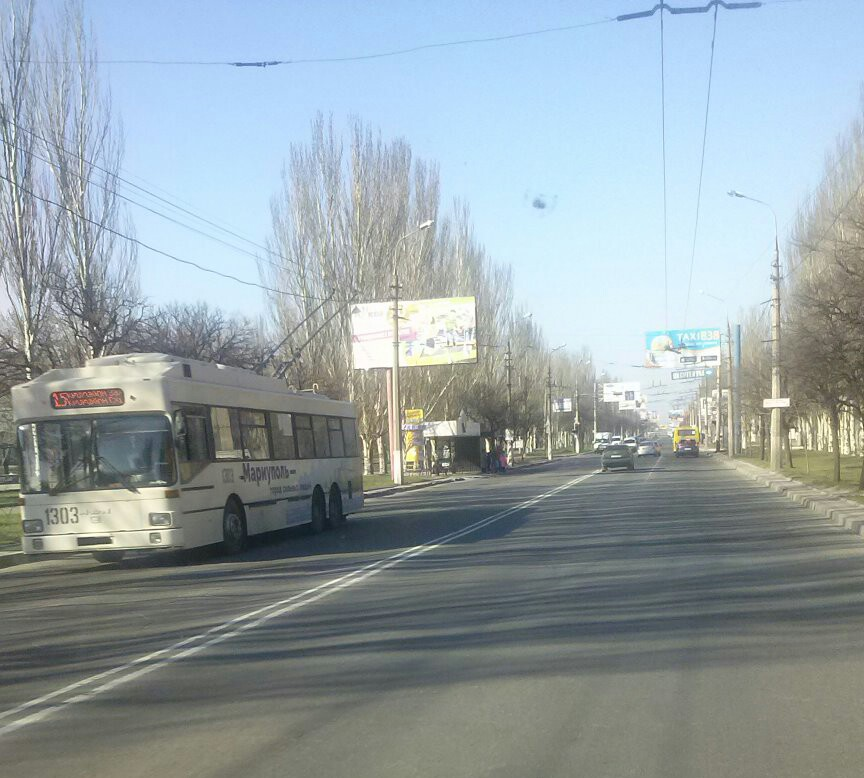
Троллейбус MAN SL 172 HO (№ 1303)

С 2016 года в тестовом режиме работает система отслеживания мариупольского общественного транспорта on-line.
15 февраля 2017 года в связи с пуском коммунального автобуса № 15А «ЖМР „Западный“ — ЖМР „Восточный“» отменены 2 маршрута: № 6 и № 9, изменены маршруты № 11 и № 15:
- № 11 вместо площади Освобождения маршрут направлен к Ж/Д вокзалу, а приходит не на ул. Михаила Грушевского, а до 17-го ЖМР;
- № 15 вместо 17-го ЖМР направлен на ул. Михаила Грушевского.

С 1 апреля 2017 года, в троллейбусах и трамваях подорожал проезд до 3 гривен 50 копеек.
21 июля 2017 года был презентован и отправлен на маршрут новый троллейбус марки Дніпро-Т103, купленный за счёт финансовой поддержки Европейского Союза.
В этом же году троллейбусы начали перекрашивать в «бренд»: сине-белый окрас с логотипом «Маріупольський транспорт».
С 1 августа 2017 года, в троллейбусах и трамваях подорожал проезд до 4 гривен.
10 сентября 2017 года были презентованы 6 новых троллейбусов марки Дніпро-Т103, на следующий день они начали работать с пассажирами.
18 декабря 2017 года в троллейбусном депо № 4 в закрытом формате (только для прессы) состоялась презентация двух троллейбусов, прошедших капитальных ремонт. Троллейбусам полностью заменили абсолютно все детали на новые. Так же отремонтированный подвижной состав покрасили в «брендовую» схему.
На летний период 2018 года был запущен маршрут № 9 «Автовокзал — Приморский бульвар». Работает маршрут только по выходным дням.
В связи с ремонтом проезжей части вокруг Драмтеатра, с мая 2018 года временно изменилась схема движения троллейбусов:
- 1 Автовокзал — посёлок Кировка
- 8 ТФД — ЖМР 17,18
- 9 Автовокзал — Приморский бульвар
- 11 ЖМР 17,18 — Автовокзал
- 12 Пригородная автостанция № 2 — Кальмиусский рынок
- 13 ТФД — Кальмиусский рынок
- 15 Площ. Освобождения — ЖМР «Восточный»
- 15k ЖМР «Западный» — Кальмиусский рынок

С августа 2018 года в связи с закрытием на ремонт проезжей части по проспекту Мира от улицы Леваневского до кольца у Театральной площади изменилась схема движения троллейбусов:
- 1 Посёлок Кировка — ТФД
- 8 ЖМР 17-18 — ТФД
- 8А ЖМР «Западный» — ТФД
- 15 Площадь Освобождения — ЖМР «Восточный»

Остальные маршруты были отменены на время ремонта дорог. Общий выпуск троллейбусного подвижного состава составлял около 15 единиц в утренний пик, остальные троллейбусы оставались в депо. Ремонт дорог продлился до 2 сентября 2018 года, с момента запуска движения по проспекту Мира троллейбусы стали работать в обычном режиме.
В октябре 2018 года была обкатана троллейбусная линия от АС-2 до ТРЦ «ПортCity». Уже были натянуты контактный провод, установлены все необходимые спецчасти контактной сети и линию запитали. По мере решения вопросов с документацией был обещан запуск линии.
С 27 октября 2018 года проезд в мариупольском горэлектротранспорте подорожал до 5 гривен.
С 29 октября 2018 года в рамках оптимизационных решений по транспортной модели города Мариуполь, и для улучшения качества транспортного обслуживания жителей и гостей города изменяется схема движения троллейбусного маршрута № 2 — «ТФД — ЖМР Восточный». На маршруте в рабочие и выходные дни будет работать 4 единицы подвижного состава с интервалом в часы пик 35 минут.
15 декабря 2018 года была торжественно презентована и введена в эксплуатацию с пассажирами новая троллейбусная линия по улице Куприна (новый участок: автостанция № 2 — ул. Куприна — бул. Шевченко — ТРЦ «ПортCity»). До ТРЦ «ПортCity» продлены троллейбусные маршруты № 5 и № 12.
18 декабря 2018 года закрылся троллейбусный маршрут № 1 и линия на посёлок Кировка в связи «с нерентабельностью». Маршрут перестал работать ещё с 24.11.2018, но от чиновников следовали заявления о том, что троллейбус, обслуживающий маршрут, проходит ремонт.
| Маршруты на 18 декабря 2018 года | Маршруты на 18 декабря 2018 года                                                        |
| №                                | Маршрут следования                                                                      |
| -------------------------------- | --------------------------------------------------------------------------------------- |
| 2                                | ТФД — Восточный микрорайон (ул. Таганрогская)                                           |
| 4                                | ТФД — Драмтеатр                                                                         |
| 4А                               | ТФД — Драмтеатр (в летний период, кольцевой)                                            |
| 5                                | ТРЦ «ПортCity» — Ж/Д вокзал                                                             |
| 8                                | ТФД — 17-18 ЖМР                                                                         |
| 10                               | ТФД — Ж/Д вокзал                                                                        |
| 11                               | 17-18 микрорайон — Ж/Д вокзал                                                           |
| 12                               | ТРЦ «ПортCity» — Кальмиусский рынок                                                     |
| 13                               | ТФД — Кальмиусский рынок                                                                |
| 15                               | Западный микрорайон (ул. Михаила Грушевского) — Восточный микрорайон (ул. Таганрогская) |

В январе 2019 года временно перестал курсировать троллейбусный маршрут № 4.
В связи с массовыми недовольствами жителей КСН «Западный», Приморского района была возобновлена работа троллейбусного маршрута № 1 по изменённой схеме: «Посёлок Кировка — ТФД — площадь Освобождения». Маршрут совершает по 4 рейса в день, курсирует на маршруте 1 троллейбус, работает маршрут только по будним дням. Позднее маршрут стал курсировать и в выходные дни.
С апреля 2019 года отстранены от работы с пассажирами троллейбусы «Тролза», теперь они используются только в служебных нуждах.
С 18 мая 2019 года возобновлена работа троллейбусного маршрута № 4.
С 27 мая 2019 года стартовал капитальный ремонт участка дороги по проспекту Победы. В связи с этим изменены схемы троллейбусных маршрутов:
- троллейбусный маршрут № 2 — направлением: "ДЮИ — к-т «Азовсталь»;
- троллейбусный маршрут № 15 — направлением: "ЖМР «Западный» — к-т «Азовсталь».

С 27 августа 2019 года по 2 декабря 2019 года в связи с проведением реконструкции и замены коммуникаций по проспекте Мира на отрезке дороги от улицы Греческой до улицы Торговой закрыто движение транспорта. В связи с этим изменены схемы троллейбусных маршрутов:
- троллейбусный маршрут № 1 по направлению: «посёлок Кировка — ДЮИ — Драмтеатр»;
- троллейбусный маршрут № 2 временно приостановлен;
- троллейбусный маршрут № 15 по направлению: «ЖМР „Западный“ — Драмтеатр».

Со 2 сентября 2019 года в связи с открытием движения транспорта по проспекту Победы от бульвара Меотиды до проспекта Свободы изменена схема троллейбусного маршрута:
- троллейбусный маршрут № 15 по направлению «ЖМР „Восточный“ — площадь Освобождения».

С 9 сентября 2019 года до 14 ноября 2019 года, в связи с проведением ремонтных работ по улице Куинджи на участках дороги от улицы Итальянской до улицы Пушкина и от проспекта Мира до улицы Георгиевской временно закрыто движение транспорта. Изменены схемы троллейбусных маршрутов:
- троллейбусный маршрут № 5 временно приостановлен;
- троллейбусный маршрут № 10 направлением: «ДЮИ — Драмтеатр»;
- троллейбусный маршрут № 11 направлением: «ЖМР 17-18 — Драмтеатр».

30 октября 2019 года был подписан договор на покупку 57 троллейбусов БКМ 321 и 15 троллейбусов БКМ 32100D с автономным ходом 15 километров. Троллейбусы были приобретены за кредитные средства ЕБРР и грантовую помощь. Это стало самой крупной закупкой электротранспорта в Украине за 2019 год.
С 14 ноября 2019 года, в связи с окончанием ремонта дорожного покрытия по улице Куинджи (от проспекта Мира до улицы Семенишина), восстановлены схемы троллейбусных маршрутов:
- троллейбусный маршрут № 5 направлением: от ТРЦ «ПортCity» до Железнодорожного вокзала;
- троллейбусный маршрут № 10 направлением: «ДЮИ — Железнодорожный вокзал»;
- троллейбусный маршрут № 11 направлением: «ЖМР-17,18 — Железнодорожный вокзал».

С 3 декабря 2019 года, в связи с окончанием реконструкции и замены коммуникаций по проспекте Мира на отрезке дороги от улицы Греческой до улицы Торговой возобновляются схемы троллейбусных маршрутов:
- троллейбусный маршрут № 1 направлением: посёлок Кировка — ДЮИ — площадь Освобождения;
- троллейбусный маршрут № 2 направлением: ДЮИ — Восточный микрорайон (ул. Таганрогская);
- троллейбусный маршрут № 15 направлением: Западный микрорайон (ул. Михаила Грушевского) — Восточный микрорайон (ул. Таганрогская).

С 1 февраля 2020 года по просьбе жителей возвращён в прежний вид троллейбусный маршрут № 1 «Посёлок Кировка — Площадь Освобождения» (без заезда на ДЮИ и движения по Приморскому бульвару). Было заявлено, что сделано это на время отсутствия пляжного сезона.
15 февраля 2020 года маршрут № 1 вновь потерпел изменения: теперь он курсирует по схеме «Посёлок Кировка — Автовокзал».

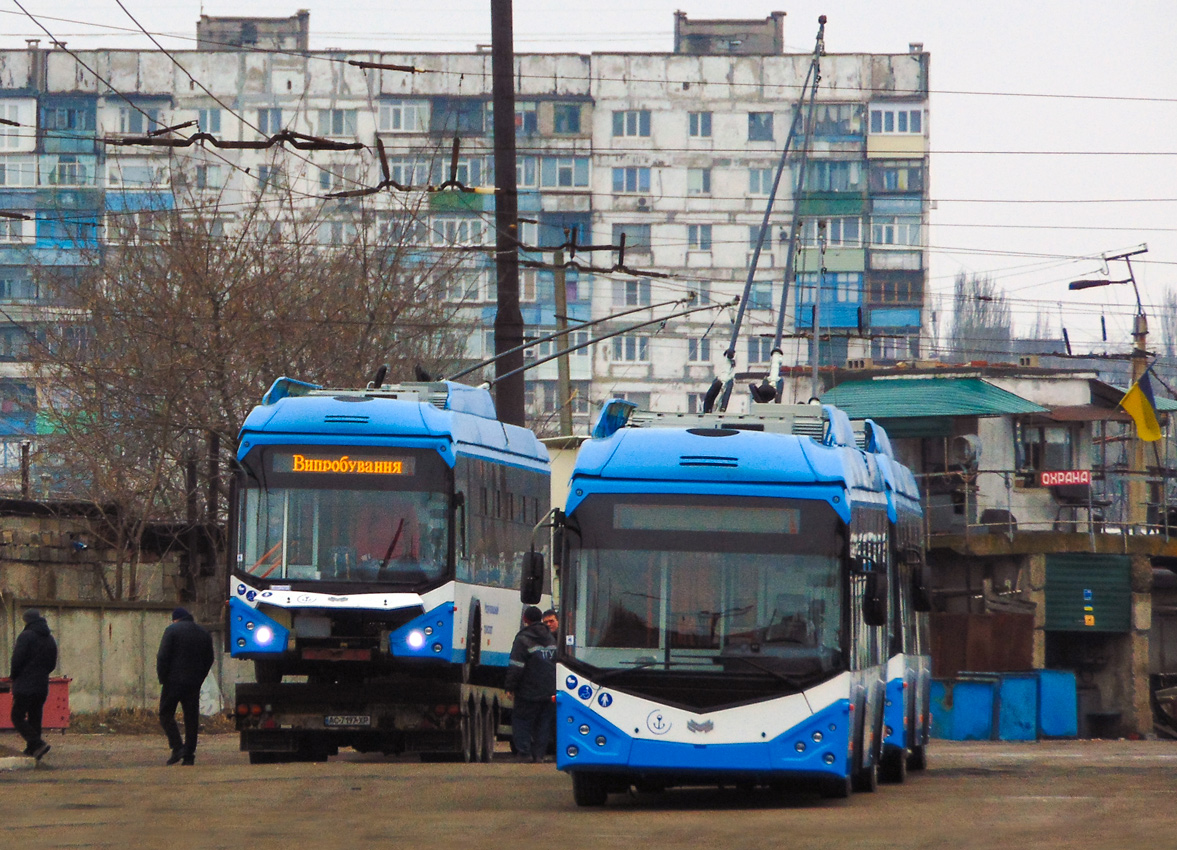
Разгрузка нового троллейбуса, рядом стоят ещё два таких же троллейбуса

С 20 февраля 2020 года в город начали поступать новые троллейбусы АКСМ 321 (БКМ-Україна), купленные за кредитные средства ЕБРР.
20 марта 2020 года в связи с вынужденными противоэпидемическими ограничениями и применением действий направленных на недопущение распространения случаев острой респираторной болезни COVID-19, вызванной коронавирусом SARS-CoV-2, была оптимизирована работа троллейбусов:
- временно приостановлена работа троллейбусного маршрута № 1;
- временно приостановлена работа троллейбусного маршрута № 4;
- временно приостановлена работа троллейбусного маршрута № 5;
- запущен временный троллейбусный маршрут № 15В "ЖМР «Западный» — Парк «Веселка» (сокращённая схема троллейбусного маршрута № 15 от ЖМР «Западного» в Парк «Веселка»).

Вечером 20 марта к работе с пассажирами приступили первые 4 новых троллейбуса АКСМ 321 (БКМ-Україна), 21 марта на линию выехал пятый троллейбус.
23 марта 2020 года был запущен новый троллейбусный маршрут № 17 «17-18 ЖМР — ЖМР Восточный» с выпуском в 7 троллейбусов, временный маршрут № 15В был отменён.
| Действующие маршруты на 23 марта 2020 года | Действующие маршруты на 23 марта 2020 года                                              |
| №                                          | Маршрут следования                                                                      |
| ------------------------------------------ | --------------------------------------------------------------------------------------- |
| 2                                          | ТФД — Восточный микрорайон (ул. Таганрогская)                                           |
| 8                                          | ТФД — 17-й микрорайон                                                                   |
| 10                                         | ТФД — Ж/Д вокзал                                                                        |
| 11                                         | 17-й микрорайон — Ж/Д вокзал                                                            |
| 12                                         | ТРЦ «ПортCity» — Кальмиусский рынок                                                     |
| 13                                         | ТФД — Кальмиусский рынок                                                                |
| 15                                         | Западный микрорайон (ул. Михаила Грушевского) — Восточный микрорайон (ул. Таганрогская) |
| 17                                         | 17-й микрорайон — Восточный микрорайон (ул. Таганрогская)                               |

12 мая 2020 года был запущен новый троллейбусный маршрут № 7 «ТФД — Западный микрорайон (ул. Михаила Грушевского)» с выпуском в 5 троллейбусов, также прошла презентация новых 15 троллейбусов из второй партии.
С 23 мая 2020 года в связи с началом работ по реконструкции дорожной инфраструктуры по просп. Мира на отрезке дороги от ул. Леваневского до пр. Строителей вносятся ограничения в работу троллейбусных маршрутов в выходные дни:
- троллейбусные маршруты № 12, 17 приостановлены;
- троллейбусный маршрут № 11 курсирует по изменённой схеме: Железнодорожный вокзал — Драмтеатр;
- троллейбусный маршрут № 15 курсирует по изменённой схеме: ЖМР «Восточный» — Драмтеатр.

Подобный режим работы вышеуказанных троллейбусов продлился до 14 июня 2020 года.
15 июня 2020 года была возобновлена работа троллейбусных маршрутов:
- № 1 «Посёлок Кировка — ДЮИ — Площадь Освобождения»;
- № 5 «ТРЦ ПортCity — Ж/Д вокзал».

23 июня 2020 года схемы движения троллейбусных маршрутов № 4 и № 4А были продлены до площади Освобождения.
28 июня 2020 года схема движения троллейбусного маршрута № 7 была продлена до площади Освобождения. С того дня троллейбус после разворота на ДЮИ стал следовать по Приморскому бульвару в сторону Драмтеатра, после чего доезжал до площади Освобождения, схема в обратную сторону аналогична. Количество обслуживающих маршрут троллейбусов было поднято с 5 до 7, а троллейбусные маршруты № 4 и № 8 были упразднены.
С 1 июля 2020 года эксплуатация троллейбусов типов MAN SL 172 HO и ЮМЗ Т2 сводится к минимуму: на линию выпускается только по 3 троллейбуса каждого типа.
Для выполнения работ по фрезерованию и укладке асфальта на участке проспекта Мира от проспекта Строителей до улицы Леваневского с 4 июля 2020 года по 12 июля 2020 года (включительно) было закрыто движение троллейбусов:
- троллейбусные маршруты № 5, № 7, № 12, № 17 приостановлены;
- троллейбусные маршруты № 1, № 2, № 4А, № 10, № 13 курсируют по своим схемам движения;
- троллейбусный маршрут № 11 курсирует по изменённой схеме: Железнодорожный вокзал — Драмтеатр;
- троллейбусный маршрут № 15 курсирует по изменённой схеме: ЖМР «Восточный» — Драмтеатр;
- возобновлена работа троллейбусного маршрута № 4;

13 июля 2020 года все троллейбусные маршруты, кроме № 5 и № 12 (из-за работ на подстанциях), были возобновлены, троллейбусный маршрут № 4 вновь был отменён. 17 июля 2020 года возобновлена работа маршрутов № 5 и № 12.
28 июля 2020 года была презентована очередная партия 15 новых троллейбусов АКСМ-321 (БКМ-Україна). Новые троллейбусы должны полностью заменить устаревшие ЮМЗ Т2 и MAN SL 172 HO. Последние, в свою очередь, было обещано оставить в качестве учебных и дежурных. За счёт новой партии ожидается увеличение выпусков троллейбусных маршрутов № 5 (+1 троллейбус), № 12 (+3 троллейбуса), № 13 (+2 троллейбуса).
1 сентября 2020 года была восстановлена работа троллейбусного маршрута № 8 «17-й микрорайон — ДЮИ». На маршруте работает один троллейбус, маршрут работает в пиковое время. В то же время, в связи с аварией на подстанции, до 2 сентября 2020 года была изменена работа троллейбусных маршрутов:
- маршруты № 5, № 12 — отменены;
  - вместо маршрута № 12 организована работа автобусного маршрута № 12т по схеме троллейбусного маршрута № 12 с выпуском 6 автобусов;
- маршрут № 11 — по схеме «Драмтеатр — Ж/Д вокзал»;
- увеличен выпуск троллейбусного маршрута № 13;
- организована работа маршрута № 15Д «Драмтеатр — ЖМР Восточный».

10 сентября 2020 года была презентована очередная партия 15 новых троллейбусов АКСМ-321 (БКМ-Україна). За счёт новых троллейбусов был создан новый маршрут № 3 «ЖМР Западный — Ж/Д вокзал», который будет обслуживаться 2 троллейбусами, а так же усилены троллейбусные маршруты № 11 (+1 машина), № 12 (+2 машины), № 13 (+2 машины), № 15 (+1 машина), № 17 (+1 машина). 6 уже долгое время эксплуатирующихся троллейбусов будет временно снято с линии для проведения ремонтов.
С 15 сентября 2020 года в связи с окончанием пляжного сезона изменены схемы работы маршрутов:
- введён маршрут № 4 «ДЮИ — Площадь Освобождения» (через Приморский бульвар);
- маршрут № 4А отменён;
- маршрут № 7 следует до ДЮИ.

В связи с началом капитального ремонта дорожного покрытия по проспекту Строителей от улицы Бахчиванджи до переулка Черноморского с 15 сентября 2020 года до окончания работ изменены схемы движения троллейбусов:
- троллейбусные маршруты № 7, № 8: пр. Строителей — ул. Бахчиванджи — троллейбусное депо № 4 — ул. Бахчиванджи — пр. Нахимова — ДЮИ. Аналогично в обратном направлении.

25 октября 2020 года в город поступает первый в его истории троллейбус с увеличенным автономным ходом — троллейбус модели АКСМ 32100D (БКМ-Україна). Всего город купил 15 таких троллейбусов.
27 октября 2020 года в связи с увеличением пассажиропотока, с учётом просьб жителей города и проведённым анализом формирования пассажиропотока, его устойчивости и направленности организован временный троллейбусный маршрут № 15В «Драмтеатр — парк „Веселка“». 31 октября 2020 года маршрут прекратил своё существование.
31 октября 2020 года возобновлено движение транспорта по проспекту Строителей, в связи с чем троллейбусные маршруты № 7 и № 8 вернулись к прежней схеме работы.
С 7 ноября 2020 года до 8 ноября 2020 года в связи с проведением ремонта асфальтового покрытия на перекрёстке проспекта Мира и улицы Торговая внесены изменения в работе троллейбусных маршрутов:
- работа троллейбусных маршрутов № 2, № 15 и № 17 временно приостановлена;
- троллейбусные маршруты № 1 и № 4 курсируют до Драмтеатра.

С 21 ноября 2020 года в связи с введением ограничений «карантина выходного дня» и значительным уменьшением пассажиропотока вступают в силу изменения в работе транспорта:
- приостановлена работа троллейбусных маршрутов № 1, № 8, № 10 по выходным дням;
- приостановлена работа троллейбусного маршрута № 4 до начала пляжного сезона;
- пересмотрено количество подвижного состава на линии, в связи с чем на некоторых маршрутах введено три типа расписаний работы транспорта: по будням, по субботам, по воскресеньям/праздникам.

В связи с проведением гарантийных ремонтных работ дорожного покрытия по улице Торговая от проспекта Мира до бульвара Шевченко вносятся изменения в режим работы троллейбусных маршрутов:
- 27 ноября 2020 года:
  - с 9.00 до 14.00 часов приостановлена работа троллейбусных маршрутов № 2, № 15, № 17;
- 28 ноября 2020 года:
  - приостановлена работа троллейбусных маршрутов № 2, № 15, № 17.

1 декабря 2020 года в связи с малым пассажиропотоком была приостановлена работа троллейбусного маршрута № 10. Троллейбус, обслуживавший этот маршрут, перенаправлен на маршрут № 13.
С 5 декабря 2020 года в связи с отменой карантина выходного дня возвращены прежние расписания работы троллейбусных маршрутов в выходные дни.
С 15 марта 2021 года на время проведения капитального ремонта транспортной инфраструктуры по проспекту Строителей на участке от проспекта Мира до улицы Бахчиванджи вносятся изменения в режим работы троллейбусов:
- маршруты № 7, № 8 — временно приостановлены;
- усилена работа троллейбусных маршрутов по другим направлениям.

30 марта 2021 года были торжественно презентованы и введены в эксплуатацию троллейбусы АКСМ 32100D с увеличенным автономным ходом. Был также запущен троллейбусный маршрут № 24 «АС-2 — Улица Киевская», который будет обслуживаться 11 троллейбусами в будние дни, 9 — в выходные и праздники. Время в пути в один конец составит 1 час 11 минут, расстояние в один конец — 20,8 км. Часть маршрута троллейбусы будут проходить на автономном ходу. Таким образом, маршрут № 24 стал самым длинным троллейбусным маршрутом в городе.
1 мая 2021 года на время пляжного сезона запущена работа троллейбусного маршрута № 4 «Площадь Освобождения — ДЮИ» (через Приморский бульвар). Маршрут будет работать по выходным дням, обслуживать его будут 2 троллейбуса.
С 8 мая 2021 года в связи с началом работ по капитальному ремонту дорожного полотна улицы Набережной вносятся изменения в работу троллейбусных маршрутов:
- № 2 "ДЮИ — Площадь Освобождения / Комбинат «Азовсталь»: в пиковое время курсирует до комбината Азовсталь, в межпиковое — до площади Освобождения;
- № 15 «ЖМР Западный — ЖМР Восточный»: переведён на обслуживание троллейбусами с увеличенным автономным ходом;
- № 17 "ЖМР 17-18 — Площадь Освобождения / Комбинат «Азовсталь»: в пиковое время курсирует до комбината Азовсталь, в межпиковое — до площади Освобождения;
- № 24 «АС-2 — Улица Киевская»: временно заменён автобусным маршрутом № 24А;
- организован маршрут № 35 «Заводоуправление — ЖМР Восточный».

### Троллейбусное движение в периодбоевых действий 2022-го
24 февраля 2022 года в связи вторжением России на Украину, в городском транспорте введён бесплатный проезд.
25 февраля 2022 года в связи с повреждениями в ходе боевых действий контактной сети, в режим работы троллейбусов внесены изменения: троллейбусные маршруты № 2, № 15 и № 17 стали курсировать до парка «Веселка».
26 февраля 2022 года в связи с продолжающимися боевыми действиями было принято решение приостановить работу городского транспорта.
27 февраля 2022 года движение городского транспорта было восстановлено, сам транспорт осуществляет свою работу только в часы пик (с 6:00 до 9:00, с 18:00 до 21:00).
2 марта 2022 года движение троллейбусов было полностью остановлено из-за активных боевых действий на территории города.
3 апреля 2022 года начальник департамента транспорта и связи Василий Клат в социальной сети Facebook сообщил, что до 90 % троллейбусов на полигоне троллейбусного депо подверглось артобстрелам, много троллейбусов сгорело.

### Троллейбусное движение в период оккупации РФ
После окончания боевых действий троллейбусный подвижной состав и инфраструктура получили серьёзные повреждения, много троллейбусов было в той или иной степени разбито,
23 ноября 2022 года был запущен маршрут № 2Т «ДЮИ — Драмтеатр». На маршруте работают 2 троллейбуса АКСМ-32100D в режиме электробуса, работа маршрута осуществляется с 7:24 до 10:15, а также с 15:14 до 18:04. Было заявлено о 5 приведённых в рабочее состояние троллейбусах с автономным ходом, а также о планах восстановить оставшиеся 10 троллейбусов с автономным ходом, установки зарядных станций на конечных остановках.
30 декабря 2022 года были запущены маршруты № 1Т «Посёлок Кировка — Площадь Освобождения», № 3Т «ЖМР Западный — Подземный переход». На маршрутах работают по 1 и 2 троллейбуса соответственно, движение осуществляется в часы пик: маршрут № 1Т работает с 7:30 до 7:55, с 17:15 до 17:40, маршрут № 3Т — с 7:22 до 8:36, с 16:49 до 17:38.
3 октября 2023 года был запущен маршрут 4Т «Драмтеатр — МКР Изумрудный». На маршруте работает 1 машина.

## Депо

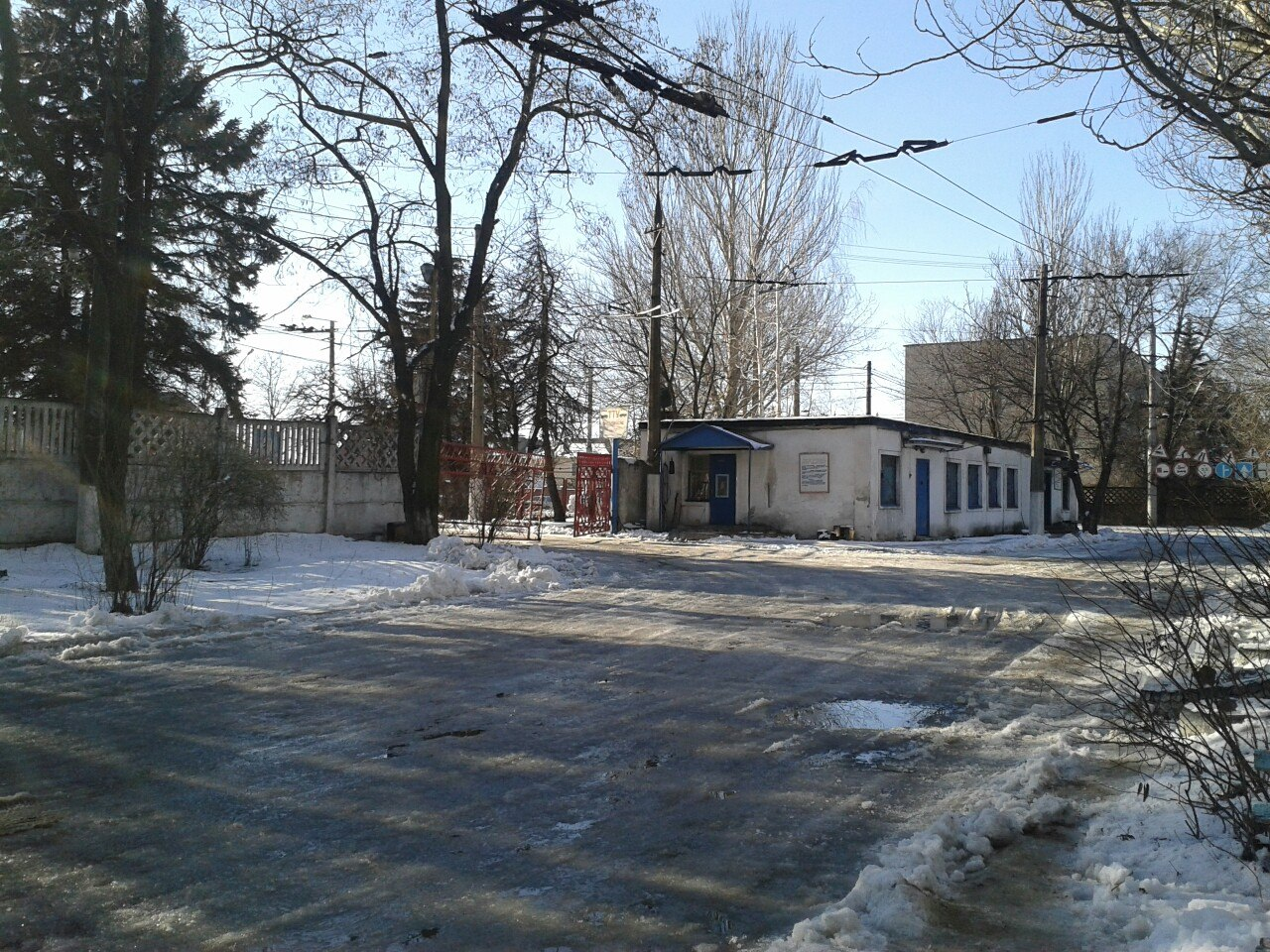
Троллейбусное депо № 4

- Единственное троллейбусное депо № 4 г. Мариуполя находится по адресу ул. Бахчиванджи, 53 в Центральном районе.

- Номера троллейбусных машин: 00ХХ

## Подвижной состав
- АКСМ-32100D (15 машин), с 30 марта 2021 года

Ранее были также:
- МТБ-82 (13 машин) в 1969—1975
- Škoda 9Tr (212 машин) в 1969—2013
- ЗиУ-10 (ЗиУ-683Б и ЗИУ-62052) в 1992—2015
- ЮМЗ-Т1 (2 машины) в 1993—2013
- Škoda 14Tr (76 машин) с 1983 по сентябрь 2016
- ЗиУ-682Г-016 (9 машин), с 2006 до второй половины 2019
- ЮМЗ-Т2 (21 машина), с 1994 года до 29 июля 2020
- MAN SL 172 HO (13 машин), с марта 2016 года до 29 июля 2020
- АКСМ-321 (61 машина), с 2012 года до 2 марта 2022 года
- Днепр-Т103 (13 машин), с ноября 2013 года до 2 марта 2022 года

## Стоимость проезда

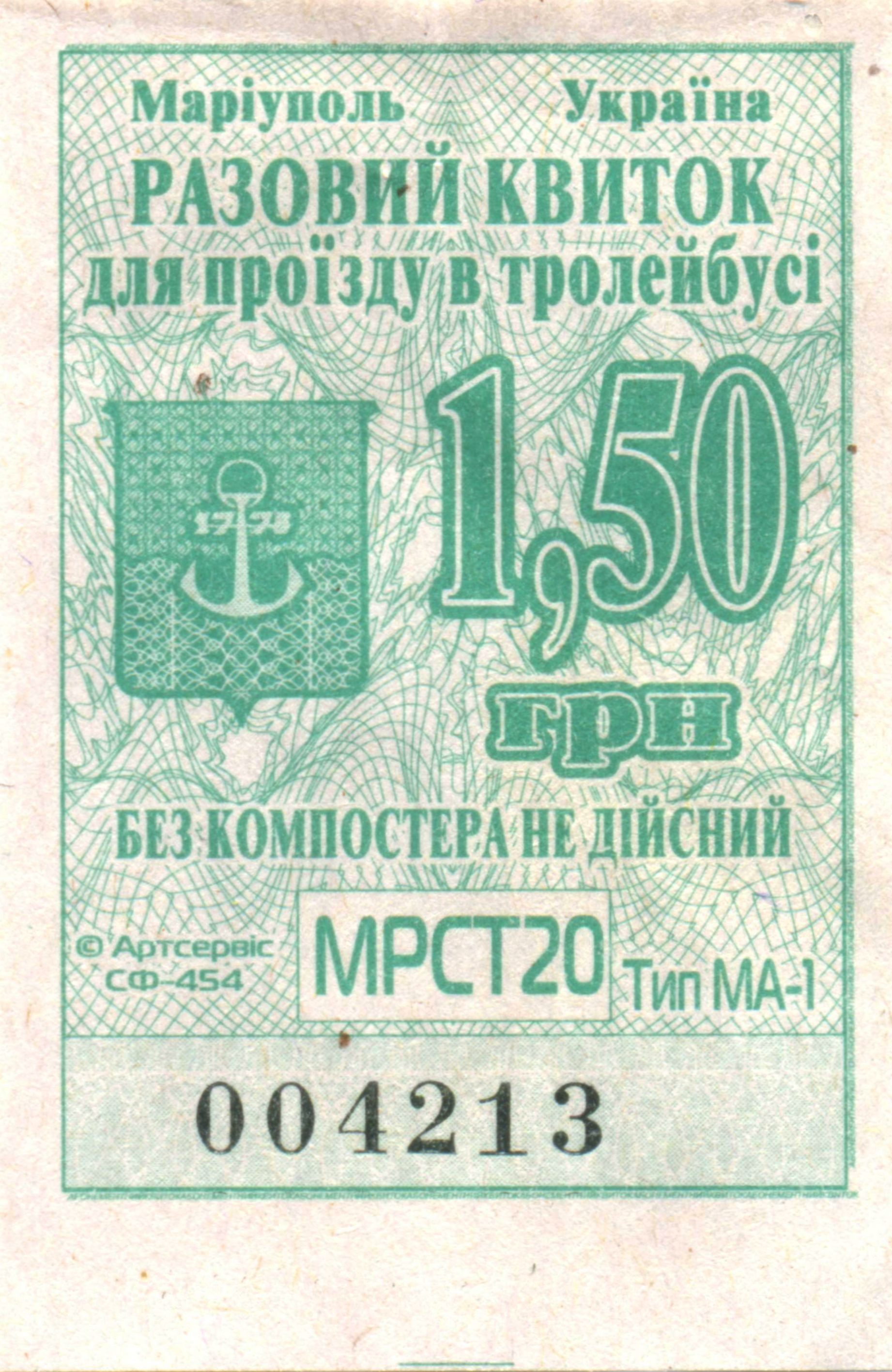
Троллейбусный билет. 2015 год

Существовали месячные абонементы на проезд (ученические, студенческие, гражданские, служебные). Ученический и студенческий проездные билеты стоили по 225 гривен, гражданский и служебный — по 450 гривен.
Абонементом можно было воспользоваться в троллейбусе, трамвае и коммунальных автобусах. Приобрести абонементы можно было в здании МТТУ (ул. Николаевская, 92) и у кондуктора в трамвае, троллейбусе или коммунальном автобусе.
- В июле 2001 года проезд подорожал с 30 до 40 копеек.
- В 2006—2008 годах оплата за проезд составляла 50 копеек.
- С 1 августа 2008 года проезд в трамваях и троллейбусах города подорожал на 25 копеек до 75 копеек.
- С 1 марта 2009 года проезд в трамваях и троллейбусах города подорожал на 25 копеек до 1 гривны.
- С 1 февраля 2013 года проезд в ГЭТ (Городском электротранспорте) подорожал на 25 копеек до 1 гривны 25 копеек.
- С 1 июля 2013 года проезд в ГЭТ подорожал на 25 копеек, до 1 гривны 50 копеек.
- С 1 мая 2016 года проезд в ГЭТ подорожал на 50 копеек, до 2 гривен.
- С 1 апреля 2017 года проезд в ГЭТ подорожал на 1 гривну 50 копеек, до 3 гривен 50 копеек.
- С 1 августа 2017 года стоимость проезда составляет 4 гривны.
- С 27 октября 2018 года стоимость проезда составляет 5 гривен.
- С 1 марта 2019 года стоимость проезда составляет 7 гривен.
- С 1 августа 2021 года года стоимость проезда составляет 10 гривен
- С Апреля 2022 года Проезд Бесплатный
- С 1 мая 2024 года вводится платный проезд, стоимостью 10 рублей.